# Octavio Aceves
Octavio Fernando Aceves Mellado (Rosario, Santa Fe; 12 de noviembre de 1947-Guadalajara, Castilla-La Mancha; 23 de mayo de 2021) fue un escritor, psicólogo, actor, vidente y colaborador de televisión español de origen argentino. Durante su faceta como escritor escribió más de una treinta de libros, además fue compañero de estudio de la reina Sofía de Grecia, con quien coincidió en unos cursos de parapsicología y magia antigua en la Universidad Complutense de Madrid. Era uno de los personajes «más reconocidos de la televisión española a comienzos de los 90 y principios de los 2000».
Durante su trayectoria como vidente participó en conferencias en varias ciudades de España y fue asesor de empresas y de personajes públicos. Llegó a ser asesor del general Ramón Genaro Díaz Bessone, también confidente y astrólogo personal de María Estela Martínez de Perón, vidente y concejero de la socialite Carmen Ordóñez, entre otros personajes. Viajó a varios países de Europa y América donde se dio a conocer, especialmente en Francia, Italia, Alemania, Argentina y Estados Unidos. Fue actor de cine, teatro y televisión. Era invitado a diversos programas pseudoserios y de debates.
Aceves trabajaba con dos tipos de videncia: la microvidencia, es decir, cuando se trabaja de persona a persona y la macrovidencia que es cuando se realizan predicciones generales.
Su obra literaria fue premiada por la Academia Real de Bellas Artes de Bruselas y «galardonado por su labor en el campo de la psicología». El 10 de octubre de 2005 fue nombrado Ciudadano de Honor y miembro del Senado de la Cultura de la isla de Capri

## Libros publicados
Escribió más de una veintena de libros y, además, también artículos. Los libros son:
- 1985: "Los tarots de un vidente". Editorial Obelisco. Barcelona.
- 1985: "Siete oscuridades y otros poemas". Editorial Obelisco. (Poesía)
- 1987: "El hombre rojo de las Tullerías". Editorial Obelisco.
- 1988: "Cómo se echa la baraja española". Editorial Obelisco.
- 1989: "Un largo camino a Montsegur. El secreto cátaro al descubierto". Editorial Kaydeda.
- 1990: "Los Valdenses. Crónica de una herejía". Editorial Heptada.
- 1991: "La otra vertiente del I Ching". Editorial Obelisco.
- 1991: "Tarot para meditar". Ediciones Libertarias. Ilustraciones de Federico Gallego Ripoll.
- 1991: "La sangre de los Hugonotes". Editorial Heptada.
- 1991: "La otra vertiente del Tarot". Editorial Obelisco-Adivinación. Prólogo de Antonio Álvarez-Solís.
- 1992: "Siete vidas esotéricas". Editorial Temas de Hoy.
- 1993: "Conociendo el Tarot con Octavio Aceves". Editorial Edaf.
- 1993: "Esoterismo, heterodoxia hoy". Editorial Edaf.
- 1993: "Las recetas adivinatorias de Octavio". Editorial Temas de Hoy.
- 1994: "El esoterismo en el arte". Editorial Edaf (Ensayo).
- 1995: "La pasión de María Malibrán". Huerga & Fierro Editores (Biografía). Prólogo de Gonzalo Suárez.
- 1995: "Mis consejos para vivir en armonía". Editorial Edaf.
- 1996: "El Tarot de Agatha Ruiz de la Prada y Octavio Aceves". Huerga&Fierro Editores.
- 1996: "Puccini y el eterno femenino". Huerga & Fierro Editores.
- 1998: "Trovadores y Juglares". Huerga & Fierro Editores.
- 1999: "La Felicidad está en ti". Ediciones Martínez Roca.
- 2000: "Trilogía del Amor y de la Muerte" - "Cátaros", "Valdenses" y "Hugonotes". Eride Editorial.
- 2000: "Saber Amar". Ediciones Martínez Roca.
- 2001: "Quién Soy". Ediciones Martínez Roca.
- 2002: "Las recetas adivinatorias de Octavio Aceves". Eride Ediciones.
- 2003: "Conversaciones con grandes damas". Ediciones Martínez Roca.
- 2005: "El París de los años 50". Editorial Espejo de Tinta.
- 2006: "La Venecia de Casanova". Huerga y Fierro editores.
- 2007: "Astrología". Editorial Martínez Roca.
- 2007: "Cocina con magia". Editorial Aguilar.
- 2008: "Cuando los ángeles cantan. Biografía de Victoria de los Ángeles". Editorial Huerga y Fierro. Prólogo de Teresa Berganza.
- 2013: "Capri, de Tiberio a La Dolce Vita". Éride Ediciones.
- 2017: "El Tarot celta", coautoria con Gàlia. Ediciones Obelisco.

## Filmografía

### Teatro
- 1995: Decisiones al atardecer.[17]
- 2010: Lana.[17]

### Cine
- 2011: Torrente 4: Lethal Crisis del director Santiago Segura, interpreta a un Adivino de la boda.[17]

### Programas de televisión
- 1990: VIP.[17]
- 1998: Sabor a ti, como colaborador en Antena 3.[17]
- 1998 - 2000: Waku Waku, como colaborador en Antena 3.
- 2000 - 2007: Pasapalabra, como invitado famoso para ayudar al concursante en Telecinco.[17]
- 2017 - Viva la vida, 21/10/2017 programa número 42, invitado como entrevistado Telecinco.[17]